# José Balaca y Carrión
José Balaca y Carrión (Cartagena, 1810 – Madrid, 19 de novembre de 1869) va ser un pintor espanyol.
Va néixer a Cartagena el 1810. Es desconeix on va formar-se inicialment, probablement a Múrcia. Va començar la carrera artística amb la miniatura, més com a afeccionat que com a professional. Finalment, amb 28 anys, es va matricular a la Reial Acadèmia de Belles Arts de Sant Ferran i va continuar conreant la miniatura per procurar-se la subsistència, i els va començar a pintor a l'oli, amb gran acceptació del públic.
Una de les seves obres més conegudes és un quadre fet d'ivori (1841) amb retrats dels dinous alabarders i del coronel Domingo Dulce i del tinent coronel Santiago Barrientos, militars que van defensar el Palau Reial durant un pronunciament el 7 d'octubre dirigit per Diego de León, que va ser adquirida per la reina, i que va passar posteriorment, per donació, a la comtessa de Mina.
El 1844 es va traslladar a Lisboa, on va actuar com a retratista de diverses personalitats, destacant un retrat de cos sencer de Maria II de Portugal. Després va residir a Anglaterra i França, i finalment va retornar a Madrid el 1850. Des de llavors va dedicar-se exclusivament als retrats, a més de participar en les exposicions de belles arts de 1852, la nacional de 1856, i altres.
Va morir a Madrid el 19 de novembre de 1869.